# EP (album)
EP är det andra albumet från Kiruna-bandet Willy Clay Band, släppt mellan de två fullängdsalbumen Rebecca Drive (2005) och Blue (2009). Förutom två nyskrivna låtar har EP en akustisk version av "Soldier" (från Rebecca Drive) med norska Somebody's Darlings sångerska Tine Valand som gäst, och två coverlåtar inspelade live.
De tre studioinspelade låtarna gjordes i Athletic Sounds studio i Halden i augusti 2006 med Kai Andersen som medproducent. Livelåtarna spelades in under Kiruna-festivalen sommaren 2006.

## Låtlista
1. Hollow
2. The Miner (Kiruna)
3. All My Tears
4. Long May You Run
5. Soldier